# MCSW Elektrownia
Das Mazowieckie Centrum Sztuki Współczesnej „Elektrownia“ (MCSW „Elektrownia“) (deutsch Masowienzentrum der zeitgenössischen Kunst „Kraftwerk“) in Radom ist eine kulturelle Einrichtung der Woiwodschaft Masowien. Das Zentrum sammelt und präsentiert zeitgenössische Kunst aus Polen und dem Ausland. Zu den Bildungs- und Informationsangeboten gehören auch eine Bibliothek und ein Kino. Das Zentrum wurde 2005 gegründet und 2014 im ehemaligen Elektrizitätswerk der Stadt eröffnet, das von 1901 bis 1956 Strom und bis 1998 Heizwärme lieferte.

## Geschichte

### 20. Jahrhundert
Radom war im Weichselgebiet des Russischen Zarenreiches ein bedeutender Verwaltungssitz und Sitz militärischer Institutionen. Die Stadt hatte sich zudem in der zweiten Hälfte des 19. Jahrhunderts zu einem Wirtschafts- und Industriezentrum entwickelt. Seit 1896 unternahmen die Stadtpräsidenten Bemühungen um den Bau eines Kraftwerks. Am 3. Dezember 1899 erteilte das Innenministerium dem Generalgouverneur in Warschau die Erlaubnis, in Radom eine elektrische Beleuchtung einzurichten. Am 14. April 1900 wurde der Vertrag mit der Russischen Aktiengesellschaft UNION in Sankt Petersburg unterzeichnet.

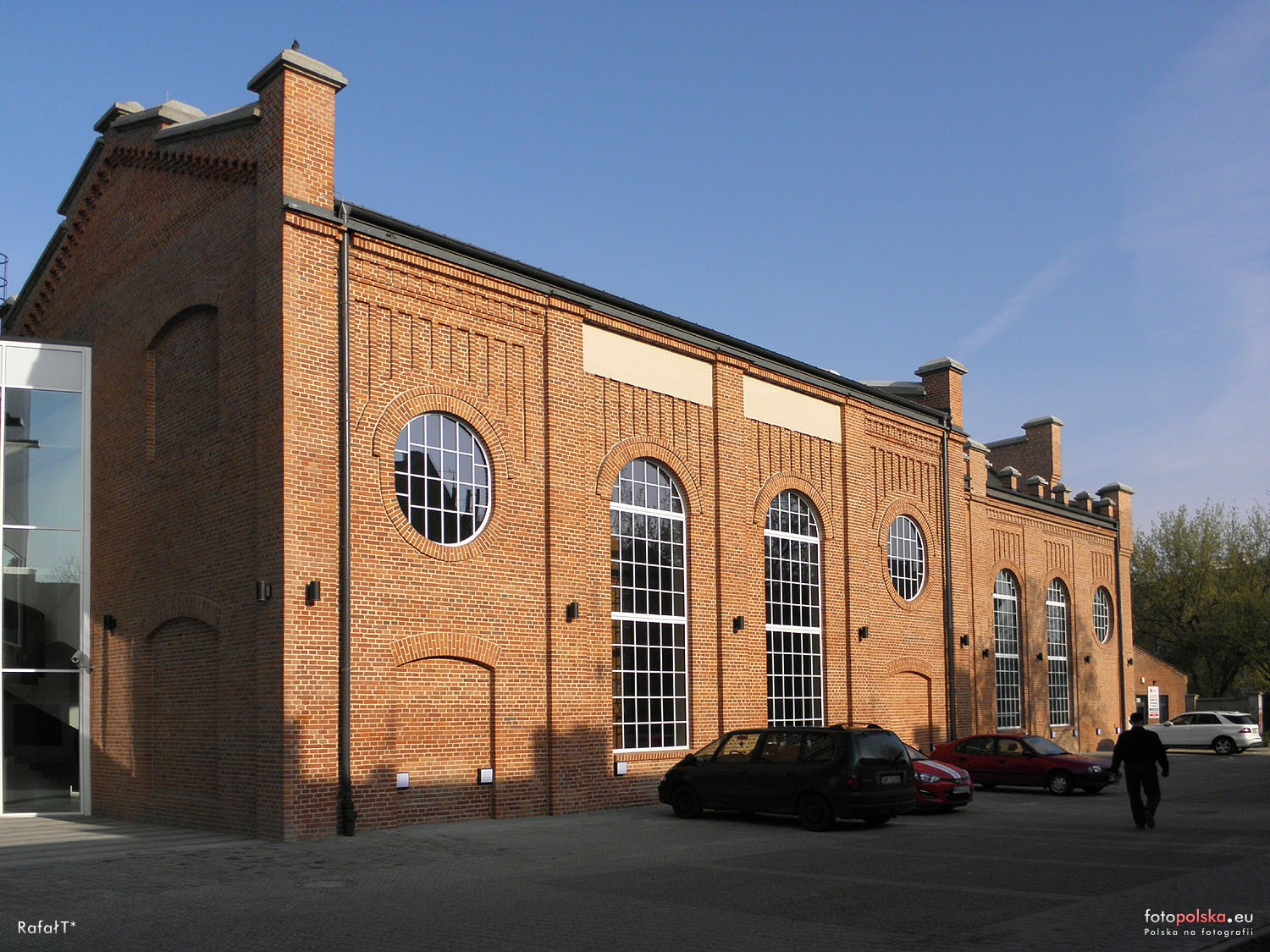
Kraftwerksgebäude (2013)

Das Kraftwerk wurde von der Radomer Firma Edward Kosiński im neugotischen Stil aus rotem Backstein errichtet. Die beiden Dampfmaschinen mit jeweils 110 Pferdestärken lieferte die Firma Heinrich Lanz in Mannheim. Zwei dynamoelektrische Maschinen aus dem Werk der UNION in Riga erzeugten 550 Volt bei maximal 118 Ampere und einer Leistung von 65 Kilowatt. Der erzeugte Gleichstrom konnte in einem Batteriesystem gespeichert werden. Das Kraftwerk und die ersten 58 Bogenlampen der Stadt wurden am 15. März 1901 in Betrieb genommen. Vergleichbare Kraftwerke wurden im Weichselgebiet erst 1903 in Warschau und 1907 in Łódź errichtet.

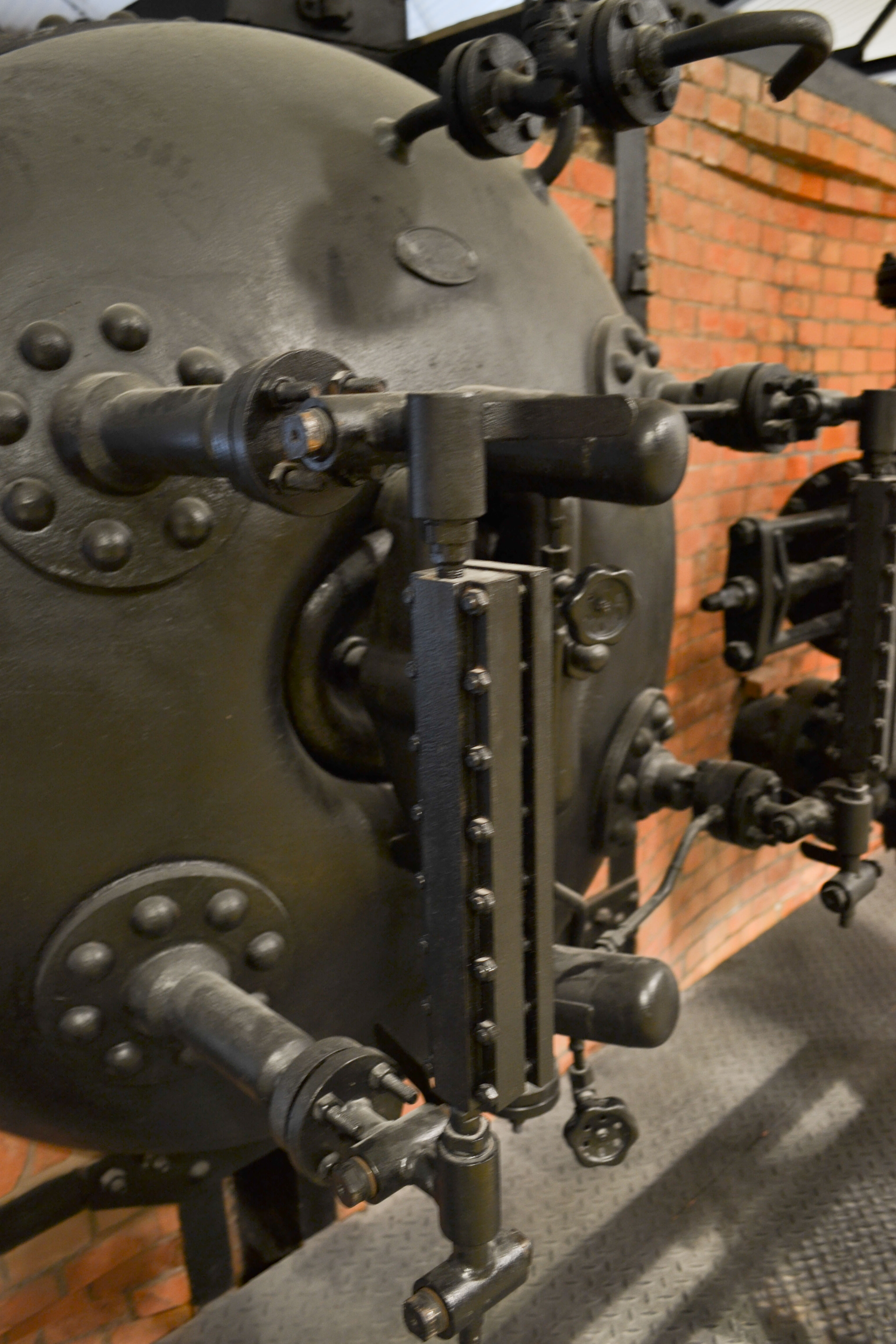
Erhaltene Technik (2015)

Nach der Unabhängigkeit Polens wurde das Werk ab 1920 von Direktor Aleksander Chądzyński gründlich modernisiert. Die wachsende Nachfrage nach Energie erforderte eine dauerhafte Anpassung an den Stand der Technik. Im Jahr 1924 begann das Kraftwerk Wechselstrom zu erzeugen. Es beschäftigte rund 70 Mitarbeiter. Das Kraftwerk kam 1941 unter deutsche Zwangsverwaltung und Chądzyński wurde in das KZ Auschwitz verschleppt und dort ermordet. Zwei Wochen nach der Befreiung durch die Rote Armee konnte im Kraftwerk wieder ein Maschinensatz den Betrieb aufnehmen. Da die Technik veraltet war und das Kraftwerk eine zu geringe Produktionskapazität hatte, wurde 1956 die Stromerzeugung eingestellt. Im selben Jahr wurden die letzten Gleichstrom-Netze in der Stadt geschlossen.
Das Kraftwerk wurde umgebaut und 1963 als städtisches Heizwerk Nr. 3 in Betrieb genommen. Es versorgte bis zur Heizperiode 1997/1998 das nahe gelegene städtische Krankenhaus mit Wärme. Die Halle, in der die Wärmetauscher standen, wurde zu einem Konferenz- und Bankettsaal umgebaut, der zuerst von der Stadt und dann von einem privaten Betreiber genutzt wurde.

### 21. Jahrhundert
Im Jahr 2003 schlug der Regisseur Andrzej Wajda vor, dass die Stadt einen Pavillon im Park Stary Ogród errichten solle, um die Ausstellungskapazitäten des Jacek-Malczewski-Museums im Bereich zeitgenössischer Kunst zu erweitern. Wajda war Ehrenbürger der Stadt, in der er von 1935 bis 1946 gelebt hatte. Der weltbekannte Regisseur und seine Frau Krystyna Zachwatowicz spendeten über 70 Werke für die Sammlungen in Radom. Der Kulturrat des Stadtrats unterstützte die Idee. Auch die Woiwodschaft als Träger des Museums war interessiert. Für den Standort wurden zehn Vorschläge erarbeitet und man erwartete Wajdas Stellungnahme.
Im Januar 2004 wurde die Idee des Radomers Kai Koziarskie in der örtlichen Gazeta Wyborcza vorgestellt, den Bau des alten Kraftwerks für die Zwecke des neuen Kunstzentrums anzupassen. Das Projekt war Gegenstand seiner Abschlussarbeit an der Warschauer Akademie der bildenden Künste im Fach Innenarchitektur. Die Idee fand große Unterstützung, darunter auch Wajdas. Die Vorteile lagen auf der Hand, das Gebäude hatte ausreichendes Volumen, lag nahe der Innenstadt und war ein Baudenkmal der Industriegeschichte Radoms. Anfang Juni 2004 einigten sich Vertreter der Stadt und der Woiwodschaft über das Kunstzentrum und seinen Standort.
Am 19. Dezember 2005 verabschiedete die Regionalversammlung Masowiens die Gründung der neuen Kulturinstitution Mazowieckie Centrum Sztuki Współczesnej „Elektrownia“ in Radom. Die erste Ausstellung im Kraftwerksgebäude wurde am 4. März 2006 zum 80. Geburtstag Wajdas (6. März) eröffnet.  Fotografien zeigten Werke, die der Ehrenbürger dem Museum gestiftet hatte. Der zweistufige Architekten-Wettbewerb wurde von Oktober 2006 bis Februar 2007 durchgeführt. Gewinner war ein Team um Andrzej Kikowski aus Warschau. Die 14 Wettbewerbsbeiträge wurden in der Galeria Zachęta gezeigt. Im Dezember 2007 organisierte das Kraftwerk das Filmfestival Koksownik und beteiligte sich an der Organisation der ersten Ausgabe des Jerzy-Busza-Kunstfestivals. Das Kunstfestival begann am 1. August 2008 um 17.00 Uhr, zur Stunde und am Jahrestag des Ausbruchs des Warschauer Aufstands und endete wie dieser am 3. Oktober. Fast 300 Künstler aus ganz Polen nahmen daran teil.

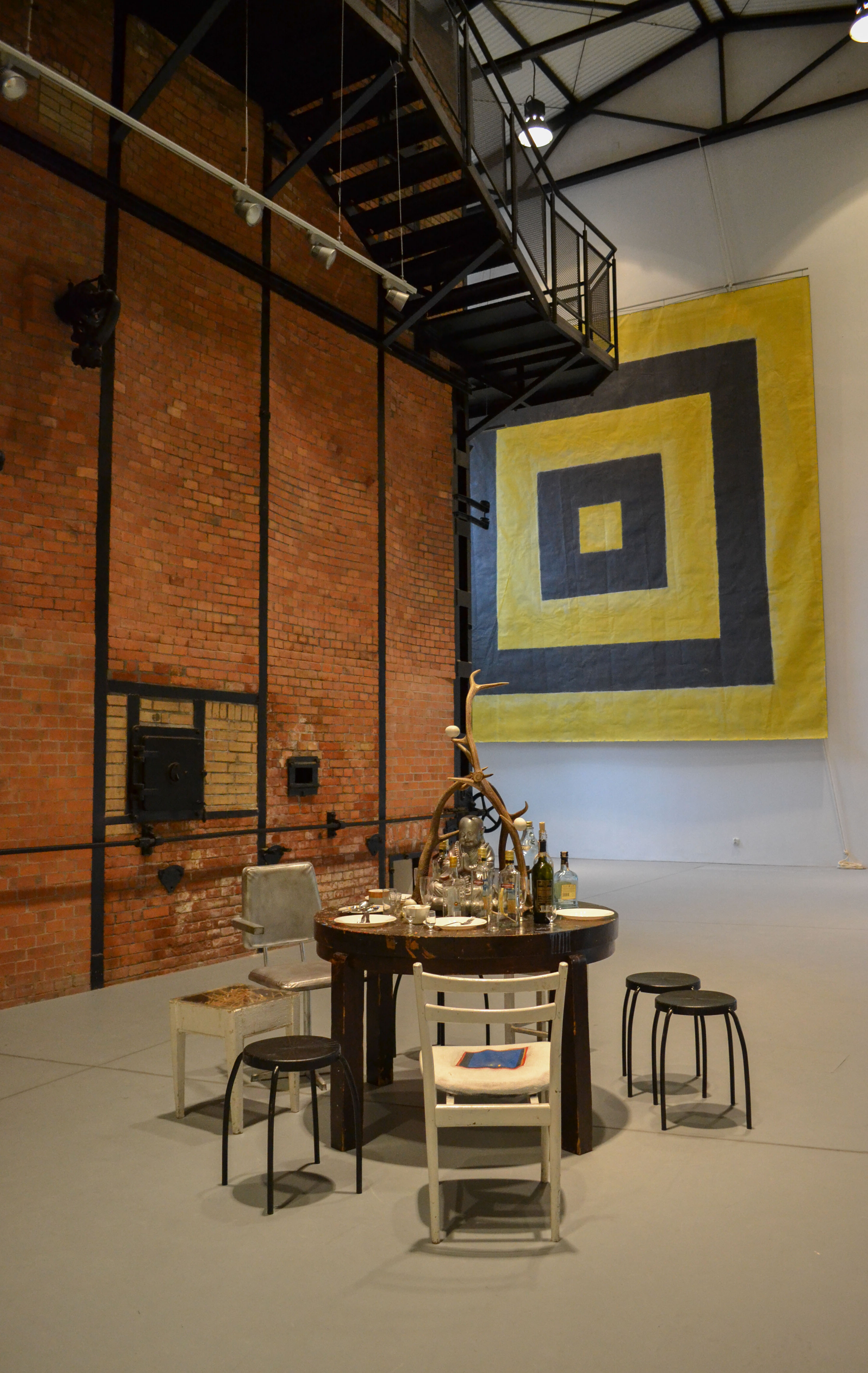
Innenansicht (2015)

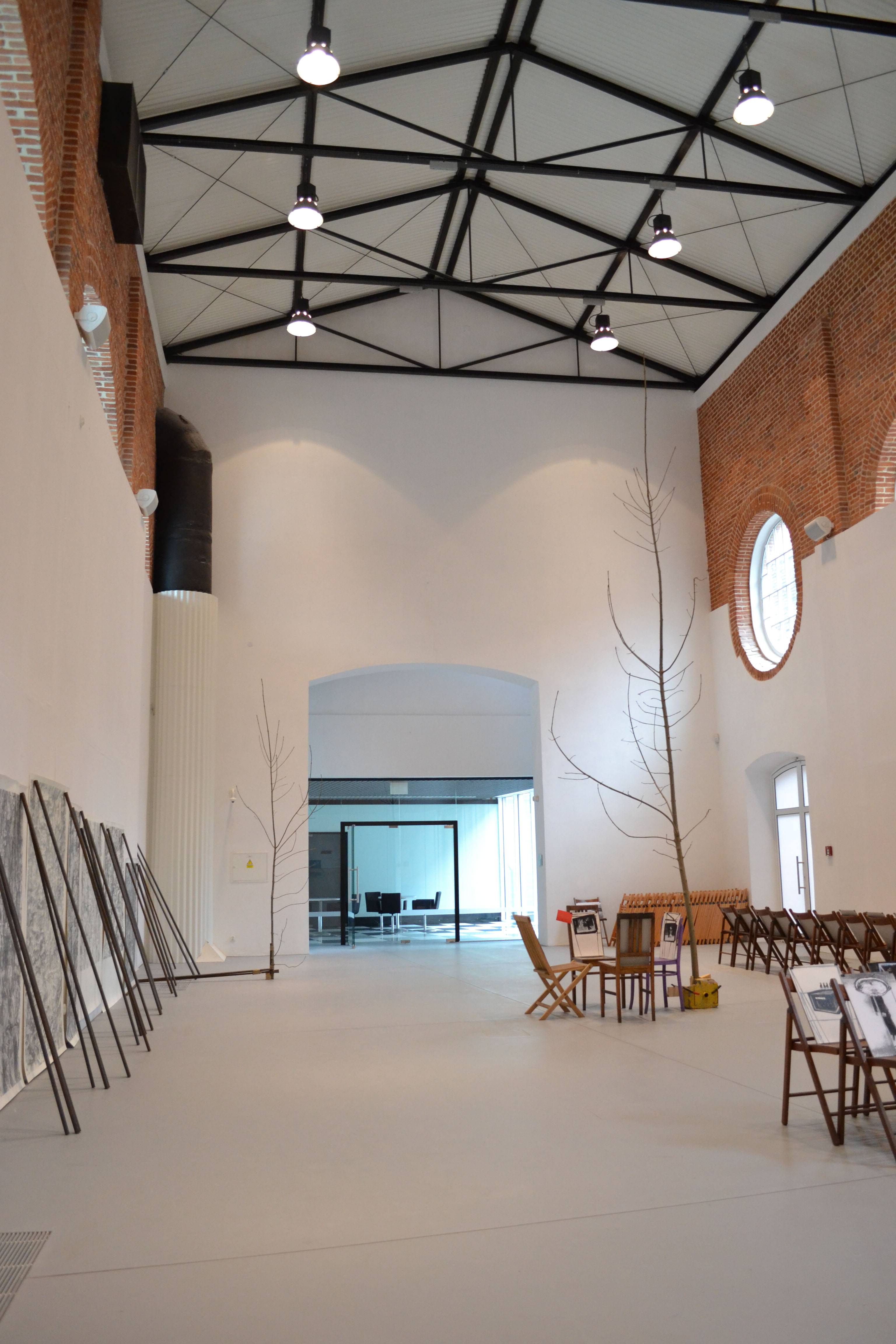
Innenansicht (2015)

Am 7. Januar 2011 wurde der Baubeginn des Umbaus feierlich begangen. Die Bauarbeiten verzögerten sich, da unter dem Gebäude alte Kanäle gefunden wurden und tragende Teile verstärkt werden mussten. Die Arbeiten waren im Frühjahr 2014 abgeschlossen. Finanziert wurde das Projekt von der Woiwodschaft mit Kofinanzierung durch die Stadt und den Europäischen Fonds für regionale Entwicklung. Das Kunstzentrum hatte Mitte 2010 ein Ausweichquartier in dem Gebäude eines ehemaligen Betriebs der Holzverarbeitung bezogen.
Nach Einrichtung der Innenräume und der Ausstellungsräume, der Büros und des Depots wurde am 6. November 2014 das umgebaute Gebäude eingeweiht. Verbunden war dies mit der Eröffnung einer Ausstellung mit ausgewählten Werken aus den Sammlungen des Radomer Museums und des Zentrums. Am 9. November 2015 fand im Kino des Kraftwerks die erste Vorführung statt. Der Saal ist nach Vorbild des privaten Studiokinos von George Lucas angelegt. Seit dem 12. Januar 2017 ist das Kino nach Andrzej Wajda benannt.
Bei der Abstimmung Polnische Architektur XXL gewann der Umbau des Zentrums 2015 den ersten Preis in der Kategorie „öffentliche Einrichtungen“.
Leitung
- Agata Morgan, 2005–2007
- Zbigniew Belowski, 2007–2008, seit 2008 stellvertretender Direktor für künstlerische Angelegenheiten
- Włodzimierz Pujanek, seit 2008.

## Beschreibung
Die Sammlungen des Zentrums umfassen etwa 4500 Werke des ehemaligen Museums für zeitgenössische Kunst (ein Zweig des Jacek-Malczewski-Museums) und 600 Neuerwerbungen aus den Jahren 2005–2014. Das Zentrum unterhält auch eine Fachbibliothek, die von Besuchern genutzt werden kann.
In den renovierten Gebäuden des renovierten Kraftwerks wurden Ausstellungsräume, Verwaltungsräume und Werkstätten für Restaurierung errichtet. Die Raumhöhe der Industriehallen blieben vielfach erhalten. Ebenfalls wurden Teile historischer Kohlebunker, Kessel oder Armaturen an ihrem Ort belassen.
Hinter den Altbauten wurde ein neues Gebäude errichtet, in dem Ausstellungsräume, ein Café und ein
Studiokino mit 120 Plätzen untergebracht sind. Es ist das einzige Kino in Polen mit einer Anlage der Meyer Sound Laboratories. Das Projekt umfasste auch den Bau einer Aussichtsplattform und die Anlage eines Parkplatzes sowie von Grünflächen.